# أنتوني مايلز
أنتوني مايلز (بالإنجليزية: Anthony Myles)‏ (16 يونيو 1992 بدوفر في الولايات المتحدة - ) هو لاعب كرة سلة أمريكي في مركز مدافع مسدد الهدف. لعب مع فيكتوريا يبرتاس بيزارو.

## وصلات خارجية
- أنتوني مايلز على موقع كرة السلة الأوروبية.كوم (الإنجليزية)
- أنتوني مايلز على موقع كلية كرة السلة في سبورتس رفرنس.كوم (الإنجليزية)
- أنتوني مايلز على موقع ريلجم (الإنجليزية)
- أنتوني مايلز على موقع بروبوليرز (الإنجليزية)
- أنتوني مايلز على موقع سبورتس رفرنس (الإنجليزية)